# Sakura Wars (serie animata)
Sakura Wars (サクラ大戦?, Sakura taisen), è un anime televisivo giapponese in 25 episodi trasmesso nel 2000, terza produzione animata del merchandise legato a Sakura Wars.
Questo anime racconta in maniera alternativa gli eventi degli OAV Sakura taisen - Ōka kenran.
In Italia l'intera serie è stata doppiata in italiano e pubblicata in 13 DVD dalla Legocart nel 2005.

## Trama
La giovane Sakura Shinguji ha l'ambizione di unirsi alla prestigiosa Flower Division dell'esercito imperiale giapponese, seguendo le orme del padre. Tale divisione dell'esercito si occupa di proteggere la capitale dalle forze demoniache del Black Sanctum Council. Per tale motivo Sakura si trasferisce a Tokyo piena di speranze, ma le cose non vanno come immaginava. 
Infatti ciò che Sakura non sa è che oltre ad avere l'onore di pilotare un mecha e combattere, dovrà anche esibirsi come attrice teatrale, copertura adottata dagli appartenenti alla Flower Division. Non essendo una attrice particolarmente dotata, Sakura finirà per rovinare la produzione della compagnia ed attirarsi le antipatie delle compagne. Sakura Shinguji però dimostrerà di essere anche una combattente provetta, dotata di una energia psichica notevole.

## Episodi
| Nº | Titolo italiano Giapponese 「Kanji」 - Rōmaji                                                   | In onda           | In onda |
| Nº | Titolo italiano Giapponese 「Kanji」 - Rōmaji                                                   | Giapponese        |         |
| 1  | Sakura arriva a Tokyo 「さくら帝都に来る」 - sakura teito ni kuru                               | 8 aprile 2000     |         |
| 2  | La città da difendere 「守るべき都市」 - mamorubeki toshi                                       | 15 aprile 2000    |         |
| 3  | Il debutto di Sakura 「さくらの初舞台」 - sakura no hatsubutai                                  | 22 aprile 2000    |         |
| 4  | Il nuovo comandante 「華撃団の新隊長」 - kagekidan no shintaichō                                | 29 aprile 2000    |         |
| 5  | L'ombra del diavolo 「邪悪なる影」 - ja'aku naru kage                                           | 6 maggio 2000     |         |
| 6  | Lo spirito Koubu 「光武の心」 - kōbu no kokoro                                                  | 13 maggio 2000    |         |
| 7  | Un bel modo di vivere 「おいしい秩序」 - oishii chitsujo                                        | 20 maggio 2000    |         |
| 8  | Lo spettacolo! 「これがレビュー」 - kore ga rebyū                                               | 27 maggio 2000    |         |
| 9  | L'uccello di fuoco 「火喰い鳥と呼ばれた少女」 - kuwassarī to yobareta shōjo                     | 3 giugno 2000     |         |
| 10 | Kanna e la tempesta 「嵐を呼ぶ女」 - arashi wo yobu onna                                        | 10 giugno 2000    |         |
| 11 | Manovre militari 「花組合宿」 - hanagumi gasshuku                                               | 17 giugno 2000    |         |
| 12 | Un compleanno solitario 「ひとりぼっちのバースデー」 - hitoribocchi no bāsudē                   | 24 giugno 2000    |         |
| 13 | L'orgoglio delle ragazze 「花と咲かせよ！乙女の意地で！」 - hana to sakase yo! otome no iji de! | 1º luglio 2000    |         |
| 14 | Iris 「アイリス出撃す！」 - airisu shutsugeki su!                                               | 8 luglio 2000     |         |
| 15 | Sakura torna a casa 「さくら故郷へ帰る」 - sakura kokyō e kaeru                                 | 15 luglio 2000    |         |
| 16 | Squadra anti-kouma 「対降魔部隊」 - taikōmabutai                                                | 22 luglio 2000    |         |
| 17 | Overture 「序曲」 - jokyoku                                                                     | 29 luglio 2000    |         |
| 18 | Cenerentola 「シンデレラ」 - shinderera                                                         | 5 agosto 2000     |         |
| 19 | La formazione contro il male 「破邪の陣」 - haja no jin                                         | 12 agosto 2000    |         |
| 20 | Calano le tenebre 「しのび寄る闇」 - shinobiyoru yami                                           | 19 agosto 2000    |         |
| 21 | Un'altra battaglia 「もうひとつの戦い」 - mō hitotsu no tatakai                                 | 26 agosto 2000    |         |
| 22 | Il teatro in fiamme 「帝劇、炎上」 - teigeki, enjō                                              | 2 settembre 2000  |         |
| 23 | La macchina dei sogni 「夢見る頃を過ぎても」 - yumemiru koro wo sugitemo                        | 9 settembre 2000  |         |
| 24 | Legami 「絆」 - kizuna                                                                          | 16 settembre 2000 |         |
| 25 | Il sogno continua 「夢のつづき」 - yume no tsuzuki                                              | 23 settembre 2000 |         |

## Doppiatori
| Nome personaggio   | Voce originale   | Voce italiana        |
| ------------------ | ---------------- | -------------------- |
| Sakura Shinguji    | Chisa Yokoyama   | Beatrice Margiotti   |
| Sumire Kanzaki     | Michie Tomizawa  | Eleonora Reti        |
| Maria Tachibana    | Urara Takano     | Patrizia Burul       |
| Iris Chateaubriand | Kumiko Nishihara | Joyce Leoni          |
| Kanna Kirishima    | Mayumi Tanaka    |                      |
| Ri Kōran           | Yuriko Fuchizaki |                      |
| Ichirō Ōgami       | Akio Suyama      | Alberto Caneva       |
| Yūichi Kayama      | Takehito Koyasu  | Roberto Certomà      |
| Ikki Yoneda        | Masaru Ikeda     |                      |
| Aritsune Hanakōji  | Kōichi Kitamura  | Domenico Crescentini |
| Ayame Fujieda      | Ai Orikasa       | Domitilla D'Amico    |
| Tsubaki Takamura   | Kyōko Hikami     | Perla Liberatori     |
| Yuri Sakakibara    | Yuki Masuda      |                      |
| Kasumi Fujii       | Akemi Okamura    |                      |
| Kazuma Shinguji    | Nachi Nozawa     |                      |

## Colonna sonora
Sigla di apertura
- "Geki! Teikoku Kagekidan", cantata da The Teikoku Kagekidan.

Sigla di chiusura
- "Yume mite iyō" cantata da Chisa Yokoyama & The Teikoku Kagekidan (ep. 1-12)
- "Gekitei ondo" cantata da Mayumi Tanaka (ep. 13-20)
- "Yume mite iyō" cantata da Chisa Yokoyama & The Teikoku Kagekidan (ep. 21-25)